# Raymond Hitchcock
Raymond Hitchcock (Auburn, 22 ottobre 1865 – Beverly Hills, 24 novembre 1929) è stato un attore statunitense.
Soprannominato Hitchy, fu uno dei più noti nomi del vaudeville degli Stati Uniti.
Apparve o produsse almeno trenta spettacoli a Broadway del 1898 al 1928 e diventò famoso presso il grande pubblico apparendo in una serie di film muti negli anni venti.

## Spettacoli teatrali (parziale)

### Attore
- The Beggar Student (Broadway, 5 settembre 1898)
- Boccaccio (operetta) (Broadway, 2 maggio 1898)
- The Red Widow (Broadway, 6 novembre 1911)
- Ziegfeld Follies of 1921 (Broadway, 21 giugno 1921)
- The Beaux Stratagem (Broadway, 4 giugno 1928)

### Autore
- Words and Music (Broadway, 24 dicembre 1917)

## Filmografia

### Attore
La filmografia è completa. Quando manca il nome del regista, questo non viene riportato nei titoli
- A Tudor Princess, regia di J. Searle Dawley (1913)
- The Savage Tiger (1914)
- The Ringtailed Rhinoceros, regia di George Terwilliger (1915)
- My Valet, regia di Mack Sennett (1915)
- Stolen Magic, regia di Mack Sennett (1915
- A Village Scandal, regia di Roscoe 'Fatty' Arbuckle (1915)
- The Wonderful Wager, regia di René Plaissetty (1916)
- The Beauty Shop, regia di Edward Dillon (1922)
- Everybody's Acting, regia di Marshall Neilan (1926)
- Redheads Preferred, regia di Allen Dale (1926)
- Controcorrente (Upstream), regia di John Ford (1927)
- La scimmia che parla (The Monkey Talks), regia di Raoul Walsh (1927)
- The Tired Business Man, regia di Allen Dale (1927)
- Pusher-in-the-Face, regia di Robert Florey - cortometraggio (1929)

### Sceneggiatore
- Raymond Hitchcock Sketch, regia di Lee De Forest (1924)

### Film o documentari dove appare Raymond Hitchcock
- Raymond Hitchcock Sketch, regia di Lee De Forest (1924)
- Broadway After Dark, regia di Monta Bell (1924)